# 拉烏扎山
46°00′46″N 10°34′39″E / 46.01276°N 10.57762°E
拉烏扎山（義大利語：La Uzza），是意大利的山峰，位於該國北部，由特倫蒂諾-上阿迪傑大區負責管轄，屬於阿達梅洛-普雷薩內拉阿爾卑斯山脈的一部分，海拔高度2,678米，每年平均降雨量1,592毫米。